# Consorti dei sovrani monegaschi
Le Consorti di Monaco sono state le donne sposate con i Signori di Monaco ed in seguito con i Principi Sovrani di Monaco.

## Signore in Monaco
| Ritratto | Nome                   | Padre                                                    | Nascita | Matrimonio | Divenne Consorte                 | Cessò di essere Consorte               | Morte | Coniuge   |
| -------- | ---------------------- | -------------------------------------------------------- | ------- | ---------- | -------------------------------- | -------------------------------------- | ----- | --------- |
|          | Aurelia del Carretto   | Giacomo del Carretto, Margravio di Finale (Del Carretto) | 1254    | 1295       | 8 gennaio 1297 ascesa del marito | 10 aprile 1301 desposizione del marito | 1307  | Francesco |
|          | Salvatica del Carretto | Giacomo del Carretto, Margravio di Finale (Del Carretto) | -       | -          | -                                | -                                      | -     | Ranieri I |
|          | Margherita Ruffo       | Enrico Ruffo, Signore di Seminara (Ruffo)                | -       | -          | -                                | -                                      | -     | Ranieri I |
|          | Andriola Grillo        | -                                                        | -       | -          | -                                | -                                      | -     | Ranieri I |

## Signore di Monaco
| Ritratto | Nome                       | Padre                                                        | Nascita   | Matrimonio                       | Divenne Consorte                      | Cessò di essere Consorte              | Morte                    | Coniuge     |
| -------- | -------------------------- | ------------------------------------------------------------ | --------- | -------------------------------- | ------------------------------------- | ------------------------------------- | ------------------------ | ----------- |
|          | Lucchina Spinola           | Gerardo Spinola, Signore di Dertonne (Spinola)               | -         | -                                | 12 settembre 1331 ascesa del marito   | 15 agosto 1357 morte del marito       | -                        | Carlo I     |
|          | Ilaria del Carretto        | Giorgio del Carretto, Margravio di Finale (Del Carretto)     | -         | -                                | 29 giugno 1352 ascesa del marito      | 15 agosto 1357 deposizione del marito | 1368                     | Ranieri II  |
|          | Isabella Asinari in esilio | -                                                            | -         | dopo il 1368                     | dopo il 1368                          | 1407 morte del marito                 | 1417                     | Ranieri II  |
|          | Una dama Orsini            | -                                                            | -         | -                                | 29 giugno 1352 ascesa del marito      | 15 agosto 1357 deposizione del marito | -                        | Gabriel     |
|          | Antonia Spinola/Spinetti   | -                                                            | -         | 29 giugno 1352 ascesa del marito | 15 agosto 1357 deposizione del marito | -                                     | -                        | Antonio     |
|          | Baptistina                 | -                                                            | -         | -                                | 5 giugno 1419 ascesa del marito       | 1427 abdicazione del marito           | -                        | Antonio     |
|          | Pomellina Fregoso          | Pietro Fregoso, doge di Genova (Fregoso)                     | 1387/1388 | 1427                             | 1427                                  | 8 maggio 1454 morte del marito        | 1462                     | Giovanni I  |
|          | Bianca del Carretto        | Galeotto I del Carretto, marchese di Finale (Del Carretto)   | 1432      | -                                | 8 maggio 1454 ascesa del marito       | luglio 1457 morte del marito          | 1458                     | Catalano    |
|          | Claudina Grimaldi          | Catalano, signore di Monaco (Grimaldi)                       | 1451      | 1465                             | 1465                                  | marzo 1494 morte del marito           | dopo il 19 novembre 1515 | Lamberto    |
|          | Antonia di Savoia          | Filippo II, Duca di Savoia (Casa di Savoia)                  | -         | 1486                             | marzo 1494 ascesa del marito          | 1500                                  | 1500                     | Giovanni II |
|          | Jeanne de Pontevès-Cabanes | Tanneguy de Pontèves, Signore di Cabannes (Pontevès)         | -         | 25 settembre 1514                | 25 settembre 1514                     | 22 agosto 1523 morte del marito       | dopo il 25 maggio 1555   | Luciano     |
|          | Isabella Grimaldi          | Giovanni Battista Grimaldi, Signore di Montaudion (Grimaldi) | -         | 8 giugno 1545                    | 8 giugno 1545                         | 7 ottobre 1581 morte del marito       | 27 febbraio 1583         | Onorato I   |
|          | Maria Landi                | Claudio Landi, III Principe di Val di Taro (Landi)           | -         | 15 dicembre 1595                 | 15 dicembre 1595                      | 29 novembre 1604 morte del marito     | 19 gennaio 1599          | Ercole      |

## Principesse consorti di Monaco
| Ritratto | Nome                               | Padre                                                        | Nascita           | Matrimonio        | Divenne Consorte                     | Cessò di essere Consorte            | Morte             | Coniuge        |
| -------- | ---------------------------------- | ------------------------------------------------------------ | ----------------- | ----------------- | ------------------------------------ | ----------------------------------- | ----------------- | -------------- |
|          | Ippolita Trivulzio                 | Carlo Emanuele Teodoro Trivulzio, Conte di Melzo (Trivulzio) | 1600              | 13 February 1616  | 13 February 1616                     | 1638                                | 1638              | Onorato II     |
|          | Catherine-Charlotte de Gramont     | Antoine de Gramont, Duc de Gramont (Gramont)                 | 1639              | 30 marzo 1660     | 10 gennaio 1662 ascesa del marito    | 4 giugno 1678                       | 4 giugno 1678     | Luigi I        |
|          | Maria di Lorena                    | Luigi di Lorena, Conte d'Armagnac (Lorena)                   | 12 agosto 1674    | 13 giugno 1688    | 2 gennaio 1701 ascesa del marito     | 30 ottobre 1724                     | 30 ottobre 1724   | Antonio I      |
|          | Jacques François Goyon de Matignon | Jacques (III) Goyon, Conte de Matignon (Goyon)               | 21 novembre 1689  | 5 giugno 1757     | 26 febbraio 1731 ascesa della moglie | 29 dicembre 1731 morte della moglie | 23 aprile 1751    | Luisa Ippolita |
|          | Maria Caterina Brignole Sale       | Giuseppe Maria Brignole, VII Marchese di Groppoli (Brignole) | 7 ottobre 1737    | 5 giugno 1757     | 5 giugno 1757                        | 1770 divorzio                       | 18 marzo 1813     | Onorato III    |
|          | Maria Carolina Gibert de Lametz    | Charles-Thomas Gibert de Lametz (Gibert de Lametz)           | 18 luglio 1793    | 27 novembre 1816  | 2 ottobre 1841 ascesa del marito     | 20 giugno 1856 morte del marito     | 25 novembre 1879  | Florestano I   |
|          | Antoinette de Mérode               | Conte Werner de Mérode (Mérode)                              | 28 settembre 1828 | 28 settembre 1846 | 20 giugno 1856 ascesa del marito     | 10 febbraio 1864                    | 10 febbraio 1864  | Carlo III      |
|          | Alice Heine                        | Michel Heine                                                 | 10 febbraio 1858  | 30 ottobre 1889   | 30 ottobre 1889                      | 26 giugno 1922 morte del marito     | 22 dicembre 1925  | Alberto I      |
|          | Ghislaine Dommanget                | Colonnello Robert Joseph Dommanget                           | 13 ottobre 1900   | 24 luglio 1946    | 24 luglio 1946                       | 9 maggio 1949 morte del marito      | 30 aprile 1991    | Luigi II       |
|          | Grace Kelly                        | John Brendan Kelly, Sr.                                      | 12 novembre 1929  | 18 aprile 1956    | 18 aprile 1956                       | 14 settembre 1982                   | 14 settembre 1982 | Ranieri III    |
|          | Charlène Wittstock                 | Michael Kenneth Wittstock                                    | 25 gennaio 1978   | 1º luglio 2011    | 1º luglio 2011                       | in carica                           | —                 | Alberto II     |

### Principesse Ereditarie
Moglie di Principi Ereditari di Monaco che non divennero Principesse di Monaco
- Maria Aurelia Spinola, moglie di Ercole, marchese di Baux
- Louise d'Aumont, moglie di Onorato IV, divorziata nel 1798
- Lady Mary Victoria Douglas-Hamilton, prima moglie di Alberto I, divorziata nel 1880